# Aquarium (album)
Pour les articles homonymes, voir Aquarium (homonymie).
Albums de Aqua
Aqua Mania Remix
(1998)
Singles
1. Roses Are Red
Sortie : 24 septembre 1996
2. My Oh My
Sortie : 11 février 1997
3. Barbie Girl
Sortie : 1er avril 1997
4. Didn't I
Sortie : 15 septembre 1997
5. Doctor Jones
Sortie : 1er octobre 1997
6. Lollipop (Candyman)
Sortie : 25 novembre 1997
7. Turn Back Time
Sortie : 13 janvier 1998
8. Good Morning Sunshine
Sortie : 14 décembre 1998

Aquarium est le premier album du groupe scandinave de dance/pop Aqua. Sorti en 1997, il connaît un immense succès, avec les singles Doctor Jones, Roses Are Red, My Oh My et Turn Back Time, qui sont tous classés n°1 dans de nombreux pays. Mais c'est avec son 3eme single : Barbie Girl, vendu à 8 millions d'exemplaires à l'international et n°1 dans plus de 17 pays, que le groupe devient connu mondialement.
L'opus s'est vendu à plus de 14 millions d'exemplaires dans le monde,. Il est aussi l'album le plus vendu de tous les temps au Danemark,.

## Album

### Pistes de l'album
Cette liste concerne la version originale de l'album.
| No  | Titre                 | Auteur                                                                                         | Durée |
| --- | --------------------- | ---------------------------------------------------------------------------------------------- | ----- |
| 1.  | Happy Boys & Girls    | Lene Grawford Nystrøm/J.Pederson/René Dif/Claus Norreen/Søren Rasted/K.Delgado                 | 3:37  |
| 2.  | My Oh My              | J.Pederson/René Dif/Claus Norreen/Søren Rasted/K.Delgado                                       | 3:25  |
| 3.  | Barbie Girl           | J.Pederson/René Dif/emeClaus Norreen/Lene Grawford Nystrom/Søren Rasted/K.Delgado              | 3:16  |
| 4.  | Good Morning Sunshine | J.Pederson/René Dif/Claus Norreen/K.Delgado                                                    | 4:03  |
| 5.  | Doctor Jones          | Claus Norreen/René Dif/Søren Rasted                                                            | 3:22  |
| 6.  | Heat Of The Night     | Claus Norreen/Søren Rasted                                                                     | 3:33  |
| 7.  | Be A Man              | Lene Grawford Nystrøm/Claus Norreen/Søren Rasted                                               | 4:22  |
| 8.  | Lollipop (Candyman)   | Langho/Lene Grawford Nystrøm/J.Pederson/René Dif/Claus Norreen/Søren Rasted/Hartmann/K.Delgado | 3:35  |
| 9.  | Roses Are Red         | René Dif/Claus Norreen/Lene Grawford Nystrøm/Jan Langhoff/Søren Rasted/Hartmann                | 3:43  |
| 10. | Turn Back Time        | J.Pederson/Claus Norreen/Søren Rasted/K.Delgado                                                | 4:09  |
| 11. | Calling You           | René Dif/Claus Norreen/Jan Langhoff/Søren Rasted/Hartmann                                      | 3:33  |

### Pistes Bonus
1. Didn't I - 3:18 (Europe, Japon, Royaume-Uni, Singapour, Indonésie, Hong Kong)
2. Roses Are Red (Disco 70' Mix) - 3:18 (Japon)
3. Barbie Girl (Extended Version) - 5:16 (Australie)
4. My Oh My (Extended Version) - 5:06 (Australie)
5. Roses Are Red (Club Version) - 7:00 (Australie)
6. Lollipop (Candyman) (Razor'N'Go Lick It Mix) - 12:19 (Australie)
7. My Oh My (H2O Club Remix) - 7:34 (Australie)
8. Barbie Girl (Dirty Rotten Scoundrel Clinical 12" Mix) - 8:41 (Australie)
9. Doctor Jones (Molella & Phil Jay Mix) - 5:23 (Singapour, Indonésie, Hong Kong)

### Limited Christmas Edition (le 30 novembre1998)
| #   | Titres                                                | Durée |
| --- | ----------------------------------------------------- | ----- |
| 1.  | Happy Boys & Girls                                    | 3:37  |
| 2.  | My Oh My                                              | 3:25  |
| 3.  | Barbie Girl                                           | 3:16  |
| 4.  | Good Morning Sunshine                                 | 4:03  |
| 5.  | Doctor Jones                                          | 3:22  |
| 6.  | Heat Of The Night                                     | 3:33  |
| 7.  | Be A Man                                              | 4:22  |
| 8.  | Lollipop (Candyman)                                   | 3:35  |
| 9.  | Roses Are Red                                         | 3:43  |
| 10. | Turn Back Time                                        | 4:09  |
| 11. | Calling You                                           | 3:33  |
| 12. | Didn't I                                              | 3:19  |
| 13. | My Oh My [Spike, Clyde 'N' Eightball Club Mix]        | 5:03  |
| 14. | Lollipop (Candyman) [Extended Version]                | 5:27  |
| 15. | Turn Back Time [Love to Infinity's Classic Radio Mix] | 3:20  |
| 16. | Doctor Jones [Metro's 7" Edit]                        | 6:26  |
| 17. | Official Megamix                                      | 11:18 |

## Les singles
| #  | Titres                | Date de sortie                     |
| -- | --------------------- | ---------------------------------- |
| 1. | Roses Are Red         | 16 septembre 1996                  |
| 2. | My Oh My              | 3 février 1997                     |
| 3. | Barbie Girl           | 1997                               |
| 4. | Didn't I              | 15 septembre 1997 promo uniquement |
| 5. | Doctor Jones          | 30 octobre 1997                    |
| 6. | Lollipop (Candyman)   | 15 novembre 1997                   |
| 7. | Turn Back Time        | janvier 1998                       |
| 8. | Good Morning Sunshine | 30 novembre 1998                   |
| 9. | The Official Megamix  | 1998 promo uniquement              |